# Laserová operace

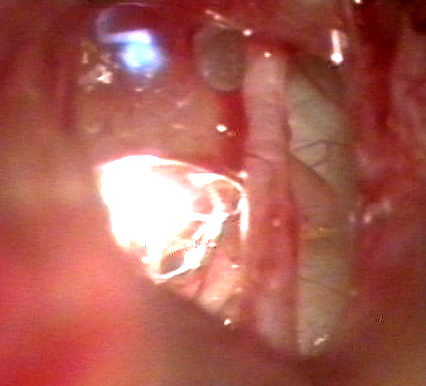
Laserová operace

Laserová operace je chirurgický zákrok, při němž se používá laserové světlo k odstranění nemocné tkáně nebo léčbě krvácení cév. Uplatnění nachází též u odstraňování vrásek, slunečních skvrn, tetování či mateřských znamének.
Laser je přístroj emitující koherentní elektromagnetické vlnění (paprsky mají shodnou fázi, směr šíření i vlnovou délku). Název pochází z anglického Light Amplification by Stimulated Emission of Radiation. Laser neboli usměrněný proud mnoha fotonů může přenášet velká množství energie, kterou lze využít v některých medicínských postupech, nejčastěji přeměnou na energii tepelnou.
V laserové chirurgii se využívá laserový skalpel k řezání tkání místo klasického skalpelu. Při využití laseru je světelný paprsek soustředěn na velmi malý prostor, kdy dochází k ohřívání buňky v léčené oblasti. Jedním z příkladů, kde se této technologie využívá, jsou tkáně s vysokým obsahem vody. Laserový skalpel má tu výhodu, že při správném nastavení neřeže okolní tkáně a řeže svým paprskem na principu rozpouštění molekulárních vazeb materiálu. Existuje několik typů laserů, v závislosti na specifikaci daného použití.
Nejčastěji se této techniky využívá v chirurgii očí, kde se obvykle jedná o úpravu rohovky například pro korekci dioptrií. Chirurgické lasery se rozdělují podle látky, která excituje laserové záření. (oxid uhličitý, argon).

## Rozdělení laserů
Laserové přístroje dělíme v medicíně podle výkonu, tedy čím je výkon vyšší, tím víc energie paprsky transportují. Každá lékařská disciplína vyžaduje přesnou charakteristiku použití laseru v dané oblasti díky rozdílně vhodné vlnové délce laseru (dle typu tkáně), kdy delší vlnová délka proniká hlouběji do tkáně, ale nepůsobí tak silně. Kratší vlnové délky se využívají např. pro stomatologii, u delších vlnových délek nacházíme využití v rehabilitaci.
Základní dělení laserů podle výkonu:
- Neinvazivní – terapeutické. Lasery nepřevyšují výkon 500mW.
- Invazivní – chirurgické. Lasery o výkonu vyšším než 1W.

## Efekty

### Fotokoagulace
Ničení tkání dopadajícím zářením. K nejrozšířenějším aplikacím spadá způsob léčby diabetické retinopatie. Jedná se o ošetření sítnice pomocí laserových paprsků, kdy významně snižuje riziko ztráty zrakové ostrosti a vznik slepoty. Účinnost laserové koagulace je v případě ztráty zrakové ostrosti nevratná.
Druhy laserové koagulace:
1. fokální nebo mřížková fotokoagulace makuly
2. panretinální fotokoagulace
3. Pars plana vitrektomie

O volbě typu laserové fotokoagulace rozhoduje nejen závažnost diabetická retinopatie (DR), ale také přítomnost dalších rizikových faktorů.

### Vaporizace
Odstranění tkáně odpařením.

### Ablativní fotodekompozice
Absorpce záření vedoucí k tvorbě molekulárních fragmentů, které jsou vysokou teplotou převedeny do plynné fáze (nastává nutnost chlazení tkáně před i po zákroku).

### Fototermální efekt
Interakcí laseru s tkání lze docílit zastavení krvácení některých struktur, např. peptidových vředů – hojně využíváno při endoskopických intervencích.

### Fotochemická interakce
Změna chemické struktury tkáně po ozáření, které dodá aktivační energii pro tento proces.

### Roztržení tkáně
Laser navodí prudké zvýšení teploty v zasažené tkání až na 1250 °C (zvýšení tlaku), a v tomto důsledku dochází k roztržení a devastaci tkáně.

## Aplikace

### Dermatologie
Laser je v odvětví dermatologie velmi široce využíván, především pro léčbu špatně hojících se ran, jizev, proleženin, oparů, cévních lézí, pigmentových skvrn, vyhlazování kožního povrchu, léčbě akné, odstraňování nežádoucího ochlupení a biostimulaci buněk. Je zde využívám laser s nízkým výkonem, kterým se dosahuje biostimulace buněk tkáně. Jedná se o rychlou, efektivní a mnohem komfortnější léčbu vrozených malformací (vrozená vývojová vada).
Laser bývá využit při odstraňování chloupků a akné (princip termodestrukce). Při odstraňování chloupků dochází k cílenému zaměření na buňky s obsahem melaninu, takovýto zákrok je nutné opakovat, aby byly zničeny buňky, které byly v předchozím zákroku v brzkém stadiu vývoje. U léčby akné se používá tzv. modré světlo, které ničí bakterie způsobující ono zánětlivé kožní onemocnění.

### Oftalmologie
Laserové operace očí se provádějí již více než 30 let a na celém světě ji podstoupilo téměř 40 milionů lidí. S vývojem technologií je možné dnes odstranit i poměrně vysoké vady s vysokou přesností a stabilitou, neboť technologie za tu dobu významně pokročila. Neexistuje žádná spodní dioptrická hranice, kdy je vhodné o operaci uvažovat. Laser si dokáže poradit i s 0,25 dioptrie. To, co rozhoduje o vhodnosti, bezpečnosti a výběru vhodné metody je:
- Skutečná velikost vady
- Stabilita dioptrické vady
- Tloušťka rohovky
- Zakřivení rohovky
- Věk a životní styl

Dnes je také již prokázané, že ani těhotenství ani porod nemají vliv na progresi (vývoj) krátkozrakosti a není tedy třeba čekat na založení rodiny, jak se dříve doporučovalo. Poslední studie dokonce prokazují, že z dlouhodobého hlediska má moderní laserová operace očí menší rizika poškození zraku než komplikace spojené s nošením kontaktních čoček.
V současnosti patří k velmi pokročilým přístrojům v oblasti laserů tzv. femtosekundový laser. Takovýto pulsní laser je schopen vytvářet rastrové tvary v oční tkáni sumací svých plasmatických “mikrovýbuchů“, kdy bývá využit pro korekci zrakových vad a při asistenci operací šedého zákalu.
Typy laserů pro léčbu refrakčních vad:
1. LASIK (Laser – Assisted in situ Keratomileusis), chirurgický zákrok využívaný pro korekci očních vad (krátkozrakost, dalekozrakost, astigmatismus) pacienta. Dochází k přetváření rohovky (průhledná přední část oka) tak, že přilétávající světlo je správně zachyceno na sítnici (zadní část oka). Podstatou LASIKu je vytvoření ochranné rohovkové lamely a následná modelace rohovky excimerovým laserem. Metoda LASIK je stále celosvětově nejrozšířenější metodou, která nahradila do té doby nejrozšířenější metodu PRK. Svou oblibu si získala pro velmi rychlou pooperační rehabilitaci s minimální bolestivostí a stabilními pooperačními výsledky i u vysokých vad.
2. IntraLASIK (Femto-LASIK nebo All-Laser LASIK), varianta LASIK s využitím femtosekundového laseru. Při řešení oční vady jsou kombinovány 2 lasery – femtosekundový (vytvoří ochrannou rohovkovou lamelu bez použití nože) a následně excimerový (odstraní dioptrie).
3. ReLEx Smile, je nejmodernější patentovaná metoda (Carl Zeiss), která probíhá za asistence jediného femtosekundového laseru VisuMax od firmy Zeiss bez nutnosti vytvářet a odklápět povrchovou ochrannou lamelu rohovky. V současné době je dostupná pouze pro pacienty s krátkozrakostí, případně v kombinaci s astigmatismem. V roce 2024 plánuje společnost Zeiss zpřístupnit metodu i pro operaci dalekozrakosti (hypermetropie). Studie i zkušenosti ukazují, že biomechanická stabilita rohovky je ovlivněna méně, než při metodě LASIK a díky menšímu narušení rohovky je i menší pooperační suchost oka. Metoda byla zdokonalena do podoby SMILE PRO s využitím nejrychlejšího femtosekundového laseru VisuMax 800. Celosvětově bylo provedeno již více než 6 mil. operací metodou SMILE.
4. PRK (Photorefractive keratectomy), je předchůdce LASIK postupu. Jedná se o chirurgický zákrok využívaný pro korekci viditelnosti (krátkozrakost, dalekozrakost, astigmatismus) pacienta. Dochází k přetvoření rohovky pomocí excimer laseru, který umožňuje vstupujícímu světu do oka, aby byl správně zaostřen na sítnici. PRK obnova trvá delší dobu než obnova z LASIK, ale i přesto se běžně provádí a nabízí výhody oproti LASIK u některých pacientů.
5. LASEK (Laser-Assisted Subepithelial Keratectomy) je zdokonalenou podobou PRK, kdy je svrchní vrstva rohovky (epitel) snímána poloautomaticky pomocí nepenetrujícího keratomu s tupým nožem. Metoda by měla teoreticky umožňovat navrácení epitelu zpět na rohovku a tím zajistit rychlejší a méně bolestivé hojení. Praxe prokázala, že vracení epitelu je velmi obtížné a spíše hojení zpomaluje.
6. LTK (Laser thermal keratoplasty), je metoda historicky používaná k léčbě dalekozrakosti. Spočívá ve využití tepla z laseru, který zmenšuje kruh tkáně na rohovce oka. Výsledek operace byl pouze dočasný a tuto metodu již plně nahradil LASIK.

Lasery pro léčbu non-refrakčních vad:
1. PTK (Phototherapeutic keratectomy), laserový terapeutický zákrok, který je používaný pro léčbu povrchových vrstev rohovky (např. recidivující eroze, rohovkové jizvy, atd.). Zákrok spočívá v laserové ablaci povrchových vrstev rohovky po předchozím odstranění krycího epitelu. Celkový průběh zákroku i hojení je podobný PRK.
2. Lasery mohou být použity i k léčbě slzných kanálků a ošetření sítnice.

### Endovaskulární chirurgie
Používá se k odstranění kosmetických křečových žil. Endovaskulární uzávěr safény (povrchová podkožní žíla dolní končetiny) spadá mezi moderní metody, při kterých je do povrchového žilního kmene zavedena speciální sonda vysílající laserové záření. Energie vyzařovaná z pracovního konce sondy způsobí zatavení a smrštění žíly. V pooperačním období pak dojde k jejímu zániku a změně ve vazivový pruh.

### Ortopedie
Lasery se využívají v chirurgii při léčbě některých poruch (např. zlomeniny) dolních končetin. Nacházejí využití při odstraňování benigních a maligních nádorů, léčbě puchýřů, odstraňování nekrotické tkáně vředů a popálenin, spotřebních epidermálních név, keloidů a odstraňování hypertrofických jizev a tetování.
Laser CO2 se používá v chirurgii k léčbě onychokryptózy (zarůstání nehtů), onychauxis, onychogryposis a onychomykózy.

### Gastrointestinální trakt
V odvětví laserové chirurgie nacházíme využití u potíží s žaludečními vředy a protržených jícnových varixech k jejich opětovnému zacelení. Laser je dále využíván k odstraňování nádorů z celého trávicího systému a to až do velikosti několika centimetrů. Koagulaci v cévních malformacích žaludku, dvanácterníku a tlustého střeva. Lasery můžeme využít taktéž jako neinvazivní metodu při odstraňování hemeroidů.